# Юнґе Катерина
Юнґе Катерина (1843–1913) ― російська малярка, донька графа Ф. Толстого; до 1887 жила в Києві, організувала рисувальну школу (1882) й керувала нею. Під час перебування Т. Шевченка в Петербурзі у Толстих. Ю. вчилася у нього малювання. Ю. надрукувала спомини про Шевченка (1883, 1905), повністю опубліковані у кн. «Воспоминания» (М. 1913).